# Mel Martinez
Mel Martinez, właśc. Melquiades Rafael Martinez (ur. 23 października 1946 w Sagua la Grande na Kubie) – amerykański polityk, senator ze stanu Floryda (2004–2009), członek Partii Republikańskiej, sekretarz urbanizacji (2001–2003).

## Życiorys
Urodził się na Kubie. Przybył do USA w 1962 jako jedno z 14 tys. dzieci wydostane z Kuby w ramach operacji Peter Pan.
W latach 2001–2003 był sekretarzem urbanizacji. W 2004 został pierwszym senatorem pochodzenia kubańskiego. Mandat sprawował do 10 września 2009, kiedy zrezygnował przed końcem kadencji (wcześniej oświadczył, iż nie będzie ubiegał się o reelekcję). Gubernator Charlie Crist wyznaczył na jego miejsce George’a LeMieux.

## Biografia
- Biografia w Biographical Directory of the United States Congress (ang.)